# Fotboll vid Indiska oceanspelen
Fotboll vid Indiska oceanspelen har spelats sedan 1979 och var fjärde år sedan 2003. År 2015 introducerades en damturnering. Réunion har vunnit flest turneringar, fem stycken, följt av Madagaskar som vunnit tre och Mauritius som vunnit två, och Seychellerna som har vunnit en.

## Slutställning

### Herrar
| År   | Värdnation   | Final        | Final          | Final                   | Match om tredjepris | Match om tredjepris | Match om tredjepris |
| År   | Värdnation   | Vinnare      | Resultat       | Tvåa                    | Trea                | Resultat            | Fyra                |
| ---- | ------------ | ------------ | -------------- | ----------------------- | ------------------- | ------------------- | ------------------- |
| 1979 | Réunion      | Réunion      | 4–1            | Seychellerna            | Komorerna           | [ a ]               | Mauritius           |
| 1985 | Mauritius    | Mauritius    | 4–4 (4–2 str.) | Réunion                 | Komorerna           | [ b ]               | Madagaskar          |
| 1990 | Madagaskar   | Madagaskar   | 5–1            | Mauritius               | Seychellerna        | 3–1                 | Komorerna           |
| 1993 | Seychellerna | Madagaskar   | 1–0            | Réunion                 | Mauritius           | 6–2                 | Seychellerna        |
| 1998 | Réunion      | Réunion      | 3–3 (7–6 str.) | Madagaskar              | Seychellerna        | 4–3                 | Mauritius           |
| 2003 | Mauritius    | Mauritius    | 2–1            | Franska Indiska Oceanen | Seychellerna        | 2–0                 | Komorerna           |
| 2007 | Madagaskar   | Réunion      | 1–1 (7–6 str.) | Madagaskar              | Mayotte             | 1–1 (4–2 str.)      | Mauritius           |
| 2011 | Seychellerna | Seychellerna | 1–1 (4–3 str.) | Mauritius               | Réunion             | 1–0                 | Mayotte             |
| 2015 | Réunion      | Réunion      | 3–1            | Mayotte                 | Mauritius           | 3–1                 | Madagaskar          |
| 2019 | Mauritius    | Réunion      | 1–1 (1–0 str.) | Mauritius               | Mayotte             | 3–1                 | Seychellerna        |
| 2023 | Madagaskar   | Madagaskar   | 1–0 (e.f.)     | Réunion                 | Mauritius           | 2–0                 | Komorerna           |

### Damer
| År   | Värdnation | Vinnare | Tvåa       | Trea    | Fyra         |
| ---- | ---------- | ------- | ---------- | ------- | ------------ |
| 2015 | Réunion    | Réunion | Madagaskar | Mayotte | Seychellerna |

## Anmärkningslista
1. ↑  Komorerna tilldelades bronset då Mauritius inte kunde ta sig till matchen.
2. ↑  Komorerna tilldelades bronset då Madagaskar inte dök upp till match.